# Strada europea E78
La strada europea E78 detta anche "Due Mari Grosseto - Fano", è una strada di classe A, intermedia ovest-est, il cui percorso si svolge interamente in territorio italiano.
Connette, prevalentemente con direzione da sud-ovest a nord-est, il capoluogo di provincia toscano Grosseto alla città marchigiana di Fano, poste rispettivamente lungo i percorsi delle strade europee E80e (la Strada statale 1 Via Aurelia e l'Autostrada A12) e E55 (l'Autostrada A14).
Allo stato odierno, molti tratti del percorso della E78 presentano caratteristiche di viabilità ordinaria. Entro il prossimo decennio saranno ultimati i lavori, attualmente in cantiere, che porteranno alla realizzazione di un corridoio stradale, con caratteristiche di superstrada lungo l'intera estensione, definito SGC dei Due Mari.

## Percorso
| E78 GROSSETO-FANO           |           |                                     |                      |
| Tipologia                   | Tipologia | Tratto                              | Interconnessioni     |
| strada a scorrimento veloce | SS223     | Grosseto-Siena                      | E80                  |
| strada a scorrimento veloce | SS715     | Siena-Colonna del Grillo            |                      |
| strada a scorrimento veloce | SS73      | Colonna del Grillo-Monte San Savino |                      |
| viabilità ordinaria         | SP25      | Monte San Savino-Monte San Savino   |                      |
| superstrada                 | SS680     | Monte San Savino-Arezzo             |                      |
| superstrada                 | SS73      | Arezzo-Sansepolcro                  |                      |
| superstrada                 | SS3bis    | Sansepolcro-San Giustino            | in comune con la E45 |
| viabilità ordinaria         | SS73bis   | San Giustino-Santo Stefano di Gaifa |                      |
| superstrada                 | SS73bis   | Santo Stefano di Gaifa-Fano         | E55                  |

## Storia
Ipotizzata fin anni settanta, la presentazione del progetto una nuova superstrada Fano - Grosseto risale agli anni ottanta. I lavori per lo scavo del primo tubo della Galleria della Guinza, costati circa 500 miliardi di lire, iniziarono negli anni novanta e si conclusero nel 2004. In seguito i cantieri rimasero interrotti a causa dei finanziamenti mancanti e di indecisioni riguardo al tracciato di collegamento con la strada europea E45 sul versante umbro.
Negli ultimi mesi del 2009 il Ministro delle Infrastrutture e dei Trasporti Altero Matteoli  promise la ripresa dei lavori in tempi brevi. 
Nel 2013 le regioni Marche, Umbria e Toscana, insieme all'ANAS, costituirono una società pubblica di progetto per la realizzazione dei tratti mancanti della superstrada.
Abbandonata l'ipotesi originariamente prospettata di realizzare tale infrastruttura in regime di finanza di progetto, il costo previsto per il completamento dell'opera è di circa 680 milioni per la tratta toscana, e di circa 520 milioni per la tratta umbra.
In data 16 aprile 2021 furono nominati i commissari per lo sblocco di alcune opere di grande importanza, tra cui anche la Superstrada "Due Mari - E78 Grosseto - Fano", caratterizzata da diversi lotti mancanti tra cui il tratto Aretino (Olmo - Nodo di Arezzo - Palazzo del Pero), il tratto tosco-umbro (Le Ville di Monterchi - Selci Lama di San Giustino (E45) - Parnacciano (Guinza)) e il tratto marchigiano (Galleria della Guinza - Santo Stefano di Gaifa).
Mentre prosegue l'adeguamento dei tratti già realizzati (con l'allargamento da due a quattro corsie di diverse strade preesistenti), la cantierizzazione dei nuovi lotti approvati e l'approvazione dei lotti mancanti, il completamento dell'opera vede l'opposizione di alcuni comuni presso il confine umbro-toscano.